# Protea humiflora
Protea humiflora är en tvåhjärtbladig växtart som beskrevs av Gábor Gabriel Andreánszky. Protea humiflora ingår i släktet Protea och familjen Proteaceae. Inga underarter finns listade i Catalogue of Life.